# Priapeus

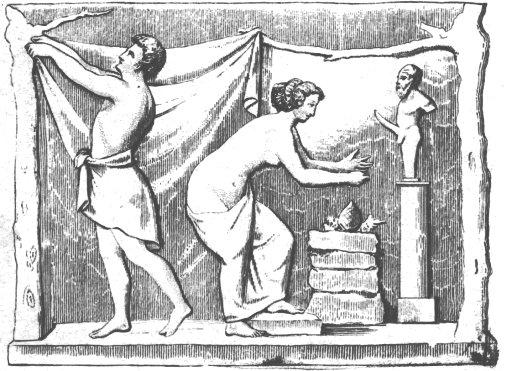
Invocació de Príap.

Els Priapeus (en llatí Priapeia o Carmina priapea) són una col·lecció que recull aproximadament vuitanta elegants poemes llatins en diverses mètriques sobre el déu Príap.
Van ser recopilats d'obres literàries i inscripcions sobre imatges del déu per un editor desconegut, que va compondre l'epigrama introductori. Si s'ha de jutjar pel seu estil i rima poden ser atribuïts a l'època de l'emperador romà August, i probablement s'han de localitzar en el cercle de Messal·la, qui —com altres personalitats distingides de l'època— es mantenia ocupat amb entreteniments d'aquest tipus. Alguns d'ells, no obstant això, poden ser interpolacions d'un període posterior.
Poden trobar-se en el Peironius (f 904, de F. Bitcheler), Catullus (1870, de L. Muller) i Poetee latini minores (1879, d'I. Bhren). Els 80 poemes dels Carmina priapea no són de cap manera els únics poemes que sobreviuen del món antic en honor a Príap. L'Antologia grega un recull de poemes que daten des del segle iii aC fins al segle iv en conté diversos.

## Traduccions
1. Priapeos. Grafitos amatorios pompeyanos. La velada de la fiesta de Venus. El concubito de Marte y Venus: Reposiano. Centón nupcial: Ausonio.Introduccions, traducció i notes d'Enrique Montero Cartelle. Madrid: Gredos. 1981.
2. Carmina priapea; versió i pròleg de José Luis García Martín (ed. bilingüe). Oviedo: J. L. García. 1984.
3. Priapea: poems for a phallic god. W. H. Parker. London: Croom Helm. New York: Croom Helm in association with Methuen. 1988.
4. Carmina Priapea: a Príapo, dios del falo. Pedro Luís Cano, Jaime Velázquez. Bellaterra: Universitat Autònoma de Barcelona. 2000.
5. Priapea. Carmen Codoñer, Juan Antonio González Iglesias. Huelva: Universitat de Huelva. 2014.
6. Poemes priapeus; traducció de Victòria Bescós i Josep M. Hidalgo (ed. bilingüe). Martorell: Adesiara. 2015.